# Nordiska Dental
Nordiska Dental AB — шведська компанія, що займається виробництвом та продажем терапевтичних стоматологічних матеріалів і аксесуарів; штаб-квартира знаходиться у м. Енгельгольм. Продукція компанії представлена у 63 країнах світу.
Спеціалізується на виготовленні пломбувальних матеріалів. Особливо успішними є три основні продукти компанії: амальгама ANA 2000®, склокерамічні вкладки CERANA® і цемент для пломбування кореневих каналів CALASEPT®.

## Продукція
- CALASEPT® — матеріал для тимчасового пломбування кореневих каналів
  - CALASEPT® — рентгеноконтрастна паста на основі гідроксиду кальцію
  - CALASEPT Plus®
- Композити ANA®
  -  NANOSIT® — наногібридний композит
  - ANA Etching Gel® — травильний гель
  - ANA Liner® — матеріал для прокладок пломбувальний світлотвердіючий
  - ANA Single Bond® — однокомпонентний бонд
- Амальгами ANA®
  - ANA 2000® — пломбувальний матеріал
  - ANA 70® — пломбувальний матеріал
- CERANA® — система склокерамічних вкладок (інсертів).
- NOBETEC® — цинк-оксид-евгенольні цементи.